# Alemão (Fußballspieler, 1984)
Alemão, bürgerlich Carlos Adriano de Jesus Soares (* 10. April 1984 in Nova Iguaçu; † 8. Juli 2007 ebenda), war ein brasilianischer Fußballspieler. Seinen Spitznamen nahm er zu Ehren seines Vaters Alemão (* 1961) an, der ebenfalls Fußballspieler war.

## Laufbahn
Nach seinem Debüt als Achtzehnjähriger in einem unterklassigen Club, wechselte Alemão 2004 zum Erstligaverein Coritiba FC. Von hier ging es bereits nach einer Saison auf Leihbasis nach Japan. Dort blieb er zwei Jahre. Kurz nach seiner Rückkehr nach Brasilien 2007 starb er bei einem Autounfall.

## Erfolge
Kyoto Sanga
- J2 League: 2005

Yokohama FC
- J2 League: 2006